# Khải hoàn môn Constantinus
Khải hoàn môn Constantinus (tiếng Latinh: Arcus Constantini, tiếng Ý: Arco di Costantino) là một Cổng chào chiến thắng tại Roma, nằm giữa Đấu trường La Mã và đồi Palatine. Cổng được lập nên bởi Viện Nguyên lão La Mã để kỷ niệm chiến thắng của Hoàng đế La Mã Constantinus I trước Maxentius trong trận chiến trên cầu Milvius năm 312 CN. Cổng được khánh thành năm 315 CN và là khải hoàn môn lớn nhất Roma hiện tại. Cổng án ngữ con đường Via triumphalis, nơi lễ khải hoàn diễn ra khi các vị Hoàng đế La Mã tiến vào trung tâm thành Roma qua con đường này.
Mặc dù được xây dựng dành riêng cho Constantinus, nhưng phần lớn Khải hoàn môn lại là sự chắp vá từ các vật liệu trang trí của các công trình kiến trúc xây dựng dưới thời các hoàng đế Traianus (98-117), Hadrianus (117-138) và Marcus Aurelius (161-180) trước đó. Cổng cũng sử dụng kiểu kiến trúc spolia, tái sử dụng nhiều mảnh phù điêu từ các tượng đài chiến thắng vào thế kỷ thứ 2, do đó đem lại sự nổi bật và độ tương phản kiểu cách cho các tác phẩm điêu khắc mới được tạo ra cho cổng.
Khải hoàn môn Constantinus có chiều cao 21 m, chiều rộng 25.9 m và chiều sâu là 7.4 m, gồm 3 cổng: cổng chính giữa cao 11.5 m, rộng 6.5 m và hai cổng phụ, mỗi cổng cao 7.4 m và rộng 3.4 m. Phía trên các cổng là tầng áp mái kiểu Attic, vật liệu là gạch được trát vữa và đá cẩm thạch. Một cầu thang được thiết kế đi vào từ một cửa hướng về phía tây đối diện với đồi Palatine, tại một số độ cao nhất định. Phần chính giữa của khải hoàn môn là các cột theo thức Corinth và tầng áp mái với dòng chữ tôn vinh hoàng đế ở phía trên, theo khuôn mẫu của Khải hoàn môn Septimius Severus tọa lạc tại Forum La Mã.

## Trích dẫn
1. ↑  Watkin, David (2011). A History of Western Architecture: Fifth Edition. London: Laurence King Publishing. tr. 87.
2. ↑  Kitzinger 1977, p. 7.
3. ↑  Lanciani 1892, p. 20.